# إميليو أ. دي لا غارزا
إميليو أ. دي لا غارزا (بالإنجليزية: Emilio A. De La Garza)‏ هو عسكري أمريكي، ولد في 23 يونيو 1949 في إيست شيكاغو في الولايات المتحدة، وتوفي في 11 أبريل 1970 في محافظة كوانغ نام في فيتنام.